# Туристская улица (Москва)
Тури́стская у́лица — улица в Северо-Западном административном округе города Москвы на территории районов Северное Тушино и Южное Тушино.

## История
Улица получила своё название 11 апреля 1964 года, мотивация его присвоения неясна.

## Расположение
Туристская улица, являясь продолжением Походного проезда, проходит от улицы Фабрициуса на север, пересекает бульвар Яна Райниса и улицу Героев Панфиловцев, отклоняется на северо-восток и проходит до улицы Вилиса Лациса. Нумерация домов начинается от улицы Фабрициуса.

## Примечательные здания и сооружения
По нечётной стороне:
По чётной стороне:
- д. 20, к. 1 — часовня-памятник в честь героев и защитников России[3]

## Зона отдыха
На участке улицы от улицы Фабрициуса до бульвара Яна Райниса (дома 2-6) обустроена пешеходная зона. Работы по благоустройству были проведены в 2019 году в рамках программы «Мой район». В зоне отдыха созданы пешеходные дорожки, детские площадки, спортивная зона с уличными тренажерами и воркаут-комплексом. В сквере также установлены беседки в виде туристических палаток, что является отсылкой к названию улицы.
Обустроена пешеходная зона на участке от бульвара Яна Райниса до улицы Героев Панфиловцев (на территории района Северное Тушино). На бульваре оборудованы места для тихого отдыха (скамейки, парковые качели), детские площадки (в том числе одна музыкальная с установленными уличными ксилофонами), новые полукруглые фонари.

## Транспорт

### Автобус
- 62: от улицы Фабрициуса до улицы Героев-Панфиловцев и обратно
- 96: от бульвара Яна Райниса до улицы Вилиса Лациса и обратно
- 678: от улицы Фабрициуса до улицы Героев-Панфиловцев
- Т: от улицы Героев-Панфиловцев до улицы Фабрициуса

### Метро
- Станция метро «Планерная» Таганско-Краснопресненской линии — восточнее улицы, на Планерной улице
- Станция метро «Сходненская» Таганско-Краснопресненской линии — восточнее улицы, на бульваре Яна Райниса